# Gustave Bebbe
Gustave Anicet Bebbe Mbangue (22 de junho de 1982) é um futebolista profissional camaronês que atua como defensor.

## Carreira
Gustave Bebbe representou a Seleção Camaronesa de Futebol, nas Olimpíadas de 2008.